# Federace mladých evropských zelených
Federace mladých evropských zelených (AISBL) je federace evropských mládežnických organizací zaměřených na zelenou politiku. Jedná se o oficiální křídlo Evropské strany zelených pro mladé. Úzce spolupracuje s východoevropskou Sítí pro spolupráci a rozvoj východní Evropy
Organizaci vede kolektivní výkonný výbor, který má osm členů.

## Členské organizace
| Země nebo region       | Jméno (v místním jazyce)                                           | Jméno (překlad)                                       | Status   |
| ---------------------- | ------------------------------------------------------------------ | ----------------------------------------------------- | -------- |
| Rakousko               | Plattform Grünalternativer Jugendorganisationen                    | Platforma mládežnických organizací zelené alternativy | Člen     |
| Belgie                 | Jong Groen!                                                        | Mladí Zelení!                                         | Člen     |
| Belgie                 | EcoloJ                                                             | EcoloJ                                                | Člen     |
| Bulharsko              | Зелена партия Младежки клуб                                        | Mládežnický klub Strany zelených                      | Člen     |
| Španělsko · Katalánsko | Joves d'Esquerra Verda                                             | Mládež zelené levice                                  | Člen     |
| Kypr                   | Νεολαία Οικολόγων                                                  | Kyperští mladí zelení                                 | Člen     |
| Česko                  | Mladí zelení                                                       | Mladí zelení                                          | Člen     |
| Anglie · Wales         | Young Greens of England and Wales                                  | Mladí zelení Anglie a Walesu                          | Člen     |
| Finsko                 | Vihreiden nuorten ja opiskelijoiden liitto                         | Liga zelené mládeže a studentstva                     | Člen     |
| Francie                | Jeunes Verts                                                       | Mladí Zelení                                          | Člen     |
| Německo                | Grüne Jugend                                                       | Zelená mládež                                         | Člen     |
| Maďarsko               | ZöFi (Zöld Fiatalok)                                               | Maďarští mladí zelení                                 | Člen     |
| Irsko                  | Óige Ghlas                                                         | Mladí Zelení                                          | Člen     |
| Lucembursko            | Déi Jonk Gréng                                                     | Mladí Zelení                                          | Člen     |
| Makedonie              | Ekologické hnutí Makedonie - mladí                                 | Ekologické hnutí Makedonie - mladí                    | Člen     |
| Malta                  | Alternattiva Demokratika Zghazagh                                  | Mládež Demokratické alternativy                       | Člen     |
| Nizozemsko             | DWARS                                                              |                                                       | Člen     |
| Norsko                 | Grønn Ungdom                                                       | Zelení mladí                                          | Člen     |
| Polsko                 | Ostra Zieleń                                                       | Mladí Zelení                                          | Člen     |
| Portugalsko            | Ecolojovem                                                         | Ecolo mladí                                           | Člen     |
| Skotsko                | Young Greens                                                       | Young Greens                                          | Member   |
| Srbsko                 | Zelena Omladina                                                    | Zelená omladina                                       | Člen     |
| Švýcarsko              | Junge Grüne Schweiz Jeunes Vert-e-s Suisses Giovani Verdi Svizzera | Mladí Zelení Švýcarsko                                | Člen     |
| Ukrajina               | Zelena Molod Ukrainy                                               | Zelené mládí Ukrajiny                                 | Člen     |
| Albánie                | Te Rinjte e Gjelber                                                | Mládež Zelených                                       | Kandidát |
| Andorra                | Joventut d'Esquerra Verda                                          | Mládež zelené levice                                  | Kandidát |
| Řecko                  | Neoi Prasinoi                                                      | Mladí Zelenéí                                         | Člen     |
| Itálie                 | Giovani Verdi                                                      | Mladí Zelení                                          | Člen     |
| Rumunsko               | Asociatia VERZII                                                   | Asociace ZELENÝCH                                     | Člen     |
| Španělsko              | Jóvenes Verdes                                                     | Mladí Zelení                                          | Člen     |
| Turecko                | Genc yesiller                                                      | Mladí Zelení                                          | Člen     |
| Švédsko                | Grön Ungdom                                                        | Mladí Zelení                                          | Člen     |
| Gruzie                 | Georgian Young Greens                                              | Gruzínští mladí Zelení                                | Kandidát |